# Lescuraea mutabilis
Lescuraea mutabilis là một loài Rêu trong họ Leskeaceae. Loài này được (Brid.) Lindb. mô tả khoa học đầu tiên năm 1872.

## Hình ảnh

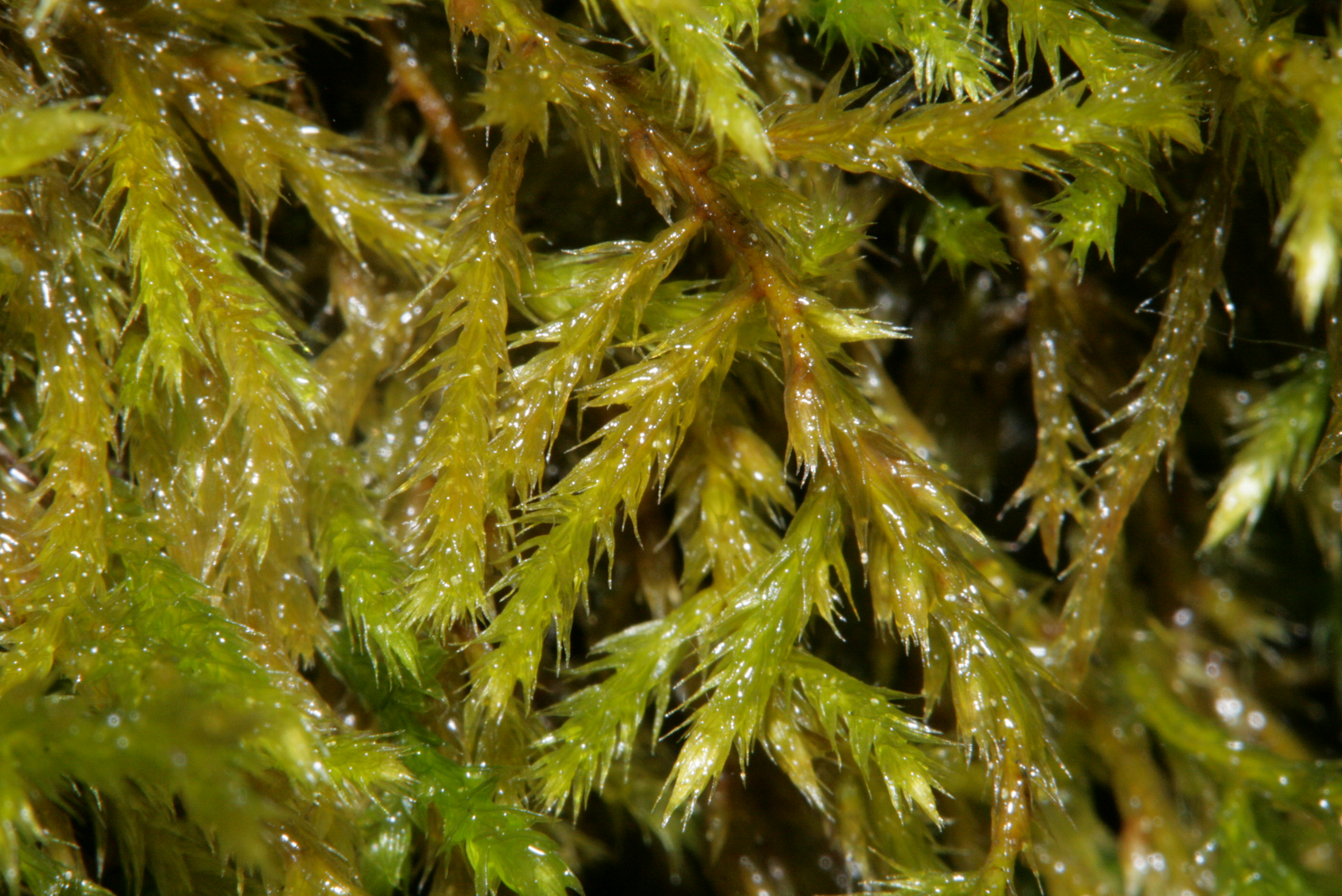
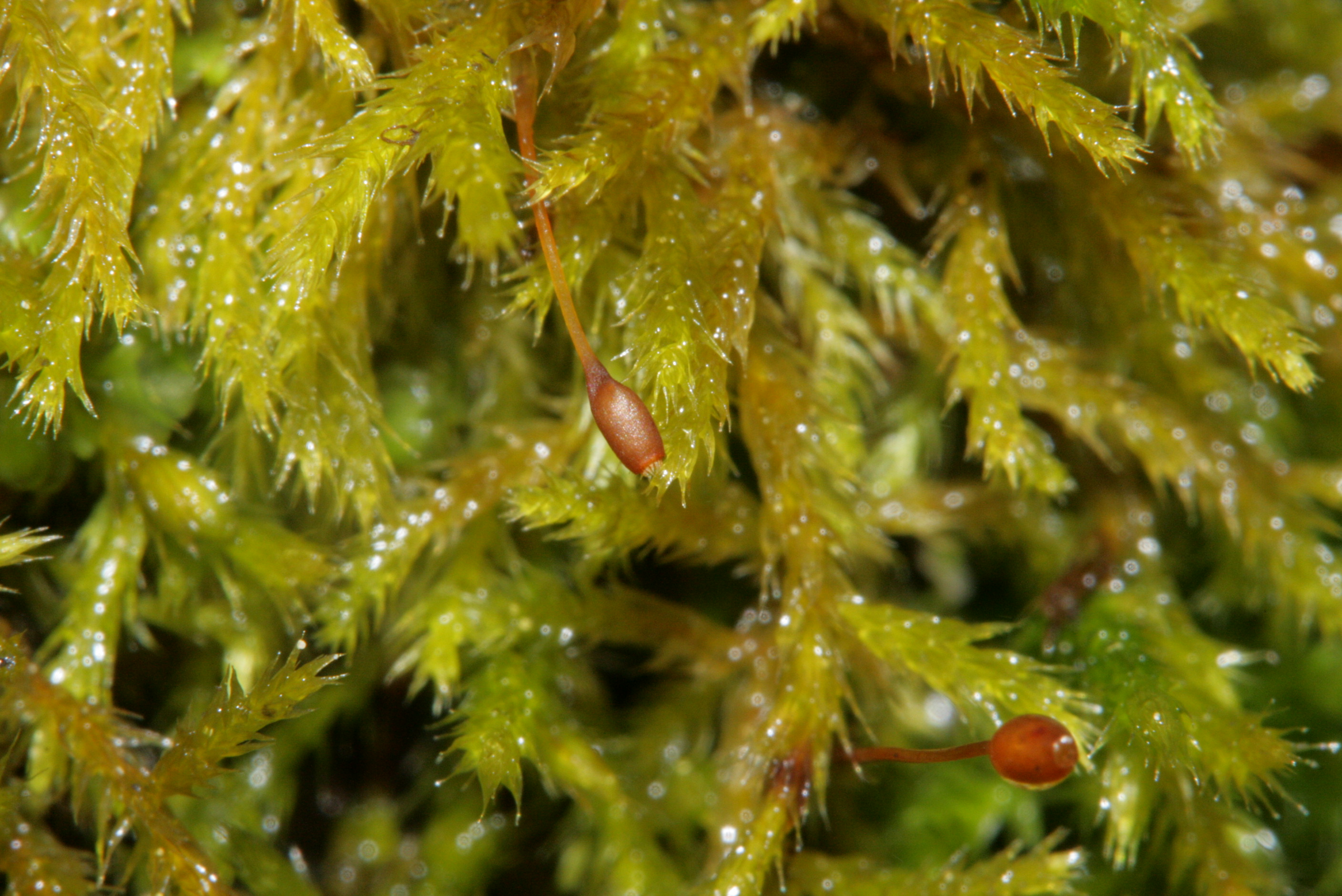
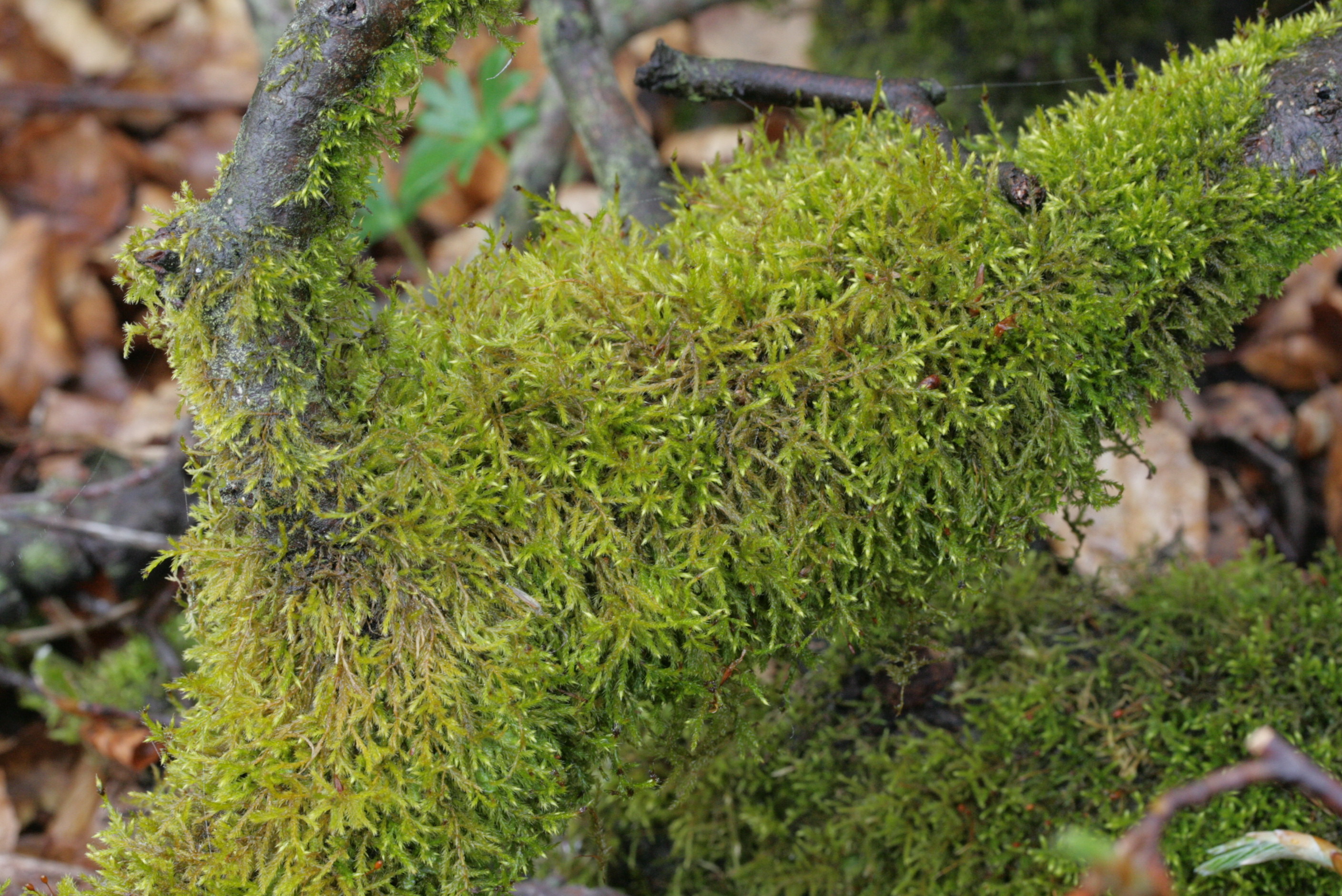
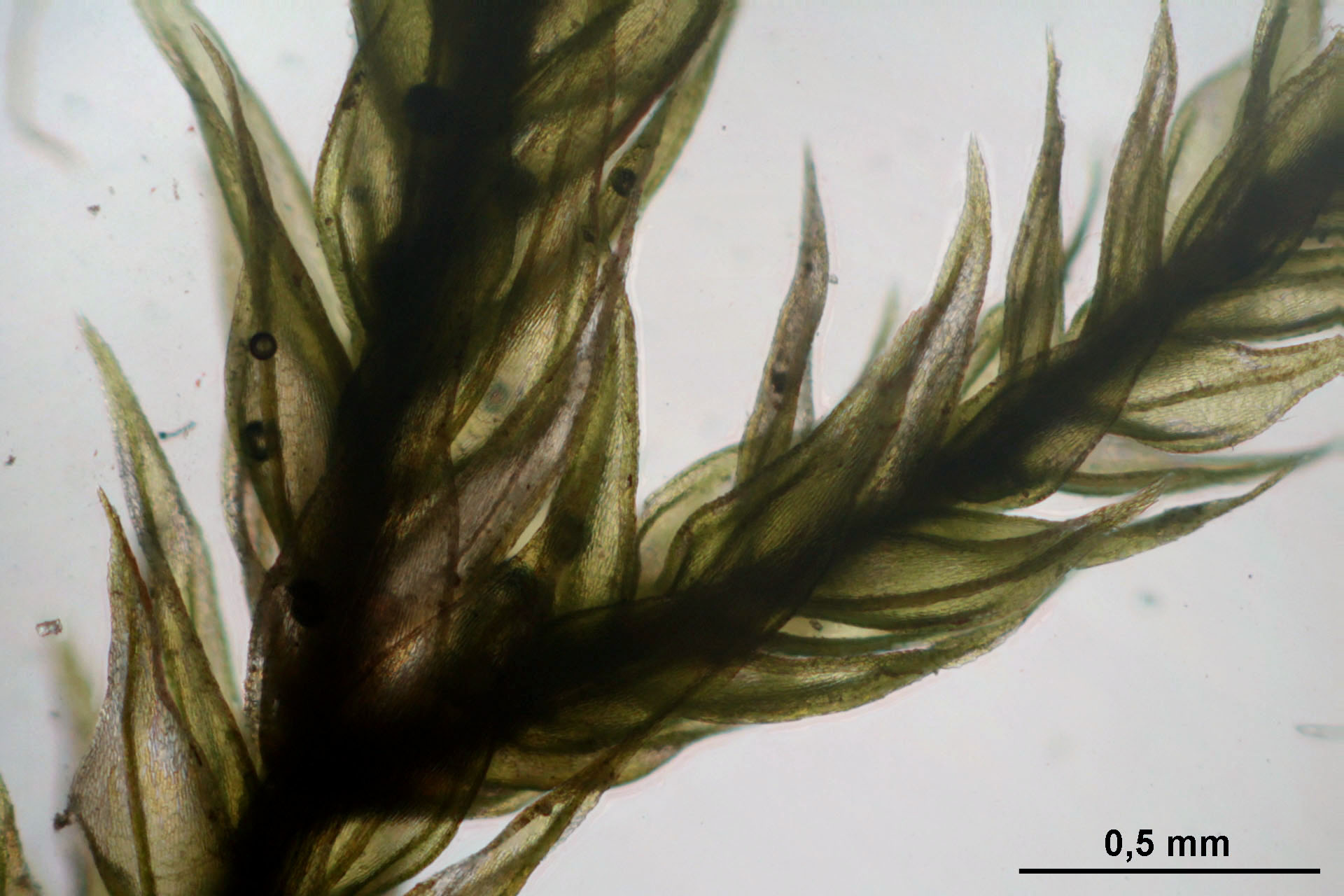